# New Zealands fodboldlandshold
New Zealands fodboldlandshold er det nationale fodboldhold i New Zealand. Det administreres af forbundet New Zealand Football.
Holdet har en enkelt gang kvalificeret sig til en VM-slutrunde. Det skete i 1982 i Spanien, hvor det dog tabte de tre kampe i det indledende gruppespil. Da New Zealands liga sammenlignet med andre landes har et lavere niveau, vælger mange talentfulde new zealændere at spille i udlandet. Valget falder tit på Europa, USA og Australien.
Tidligere plejede New Zealand at kæmpe med det australske fodboldlandshold om førstepladsen i turneringer arrangeret af Oceania Football Confederation. Det vil dog ikke længere være tilfældet, da Australien i 2006 blev medlem af Asian Football Confederation. New Zealand har vundet OFC Nations Cup tre gange (1973, 1998 og 2002).

## Ekstern henvisning
- NZ Soccer

| Fodbold | Spire Denne artikel om et fodboldlandshold er en spire som bør udbygges. Du er velkommen til at hjælpe Wikipedia ved at udvide den. |